# Margot Öjemark-Wiik
Britt Margot Öjemark-Wiik, född 16 april 1938 i Gävle, död 7 februari 2022 i Hedvigsfors i Hudiksvalls kommun, var en svensk keramiker, konstnär och tecknare.
Hon var dotter till byggnadsingenjören Sixten Einar Öjemark och Gertrud Erika Lindberg och var gift med verkmästaren Sune Wik. Öjemark-Wiik studerade vid W von Reybekiels konstskola 1954–1956 och vid Konstfackskolan 1956–1961 samt genom självstudier under resor till Danmark, England, Nederländerna och Spanien samt med ett stipendium från Svenska slöjdföreningen vistades hon i Finland 1963. Efter sina studier anställdes hon vid Rörstrands porslinsfabrik. Separat ställde hon ut på Konsthantverkarna i Stockholm och hon medverkade några gånger i Nationalmuseums utställning Unga tecknare. Bland hennes offentliga arbeten märks en väggdekoration för Karbyskolan i Össeby socken. Hennes konst består av framför allt prydnadsföremål.